# St. Peter und Paul (Rottenburg)
Die Pfarrkirche St. Peter und Paul in Obernau, heute einem Stadtteil von Rottenburg am Neckar, ist ein klassizistischer Bau von 1805.

## Geschichte

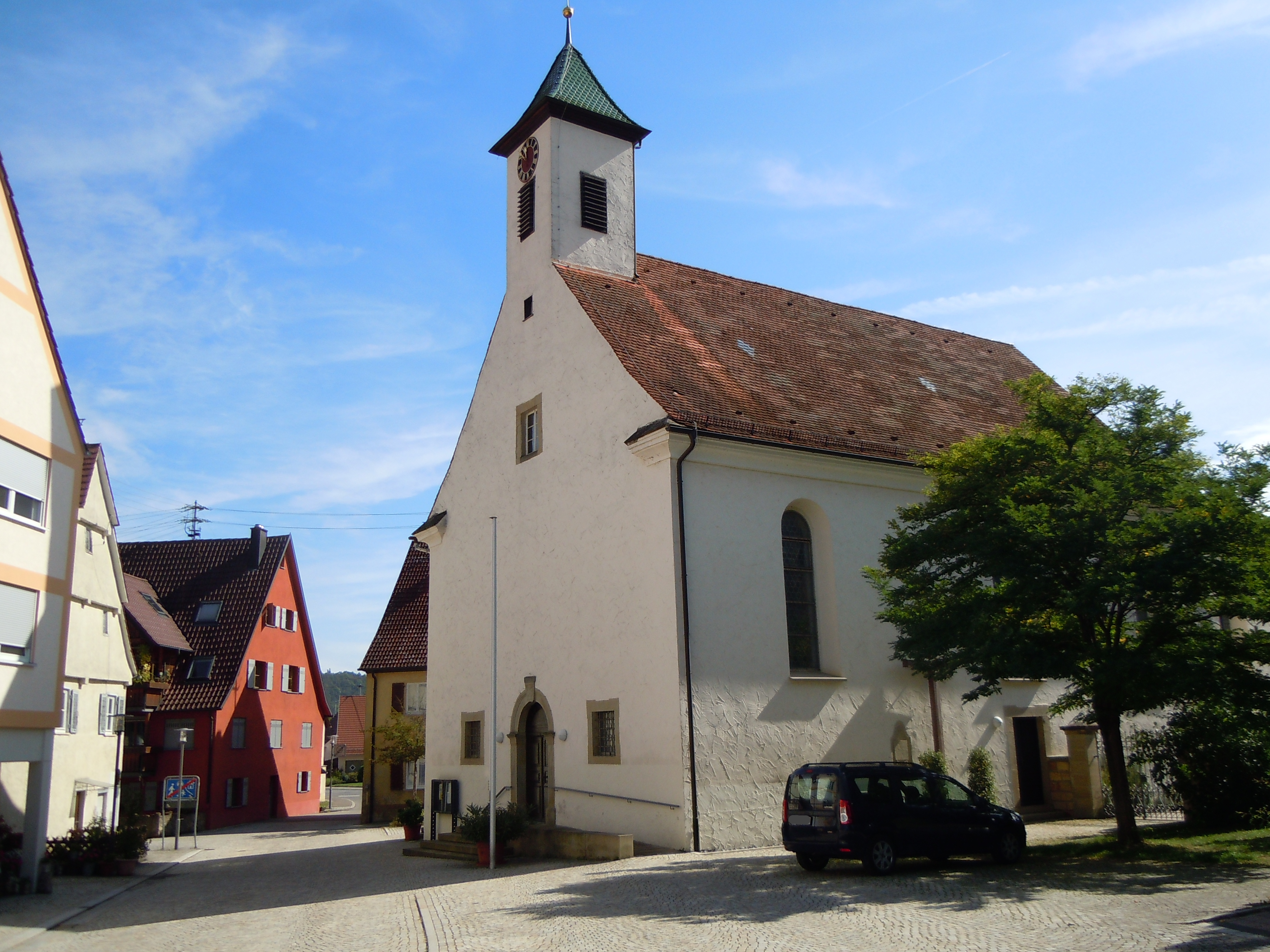
St. Peter und Paul, Obernau

In Obernau wird 1331 erstmals eine Kapelle erwähnt. Sie war der „seligen Jungfrau Maria“ geweiht und wurde von der Pfarrei St. Petrus in Remmingsheim betreut. Diese Kaplanei wurde 1467 von dieser Pfarrei getrennt und dem Chorherrenstift St. Moriz übertragen, wo es bis zu dessen Auflösung 1806 verblieb.
Bereits Ende des 18. Jahrhunderts wurde die Baufälligkeit der alten Kapelle beklagt. Sie wurde 1805 abgerissen und im selben Jahr nach den Plänen von Johann Nepomuk Hug aus Günzburg neu gebaut. Von der alten Kapelle sind keine Reste mehr erhalten. Die heutige Kirche ist ein heller frühklassizistischer Bau mit stark eingezogenem, rechteckigen Chor im Südosten. Die Hauptfassade auf der Nordwestseite wird durch ein rundbogiges Steinportal und den Turmaufbau mit kleinem Pyramidendach betont. Im Turm sind drei Glocken aufgehängt, die älteste von 1452, die beiden anderen von 1952.
Durch Propst Stein von St. Moriz wurde die Obernauer Kirche benediziert. Nach der Auflösung des Stifts erhielt Obernau eine eigene Pfarrei. Die eigentliche Kirchweihe konnte erst nach der Errichtung des neuen Bistums Rottenburg am 21. Oktober 1830 durch Bischof Johann Baptist von Keller erfolgen. Sie wurde den Aposteln Petrus und Paulus geweiht.

## Innenausstattung
Da die Gemeinde arm war, erhielt sie einige Ausstattungsstücke aus den aufgelösten Klosterkirchen in Rottenburg. Über dem linken Seitenaltar steht eine Figur der gekrönten Maria Immaculata von 1765 des Rottenburger Bildhauers Johann Maria Staiger. Aus der ehemaligen St. Josefskirche des Rottenburger Jesuitenkollegs stammen zwei Altarblätter, die den hl. Aloisius von Gonzaga und den hl. Stanislaus Kostka zeigen. Dieses Bild wurde von Christian Thomas Scheffler SJ 1726 gemalt, einem Schüler Cosmas Damian Asams. Der barocke Beichtstuhl stammt hingegen aus dem Rottenburger Karmeliterkloster.
Im Chor wurde eine neugotische Kreuzigungsgruppe mit den Kirchenpatronen aufgestellt, die das Zentrum des später wieder weitgehend zerstörten Hochaltars von 1891 bildete. Bei einem größeren Umbau 1940 wurde der Chorbogen entfernt und die Decke von Langhaus und Chor stuckiert und durch Johannes Wohlfahrt (1900–1975) bemalt. Das Deckenfresko im Chor zeigt die Aufnahme Mariens in den Himmel, dasjenige im Langhaus das Jüngste Gericht.